# Sparta de Róterdam
El Sparta de Róterdam (oficialmente Sparta Rotterdam) es un club de fútbol de la ciudad de Róterdam (Países Bajos) que milita en la Eredivisie, la principal categoría del fútbol neerlandés.
Fundado en 1888 es el club más antiguo del país. Junto al Feyenoord y el Excelsior Rotterdam es uno de los principales equipos de la ciudad de Róterdam.
De este club surgieron figuras como Danny Blind, Ed de Goey y otros más.

## Inicios
El 1 de abril de 1888, varios estudiantes de Róterdam fundaron un club llamado Sparta. En julio de 1888, se estableció una rama de fútbol. En 1890 Sparta jugó su primer partido de fútbol real, y en 1892 se disolvió la rama Sparta de cricket.
Sparta ascendió a la máxima liga de fútbol neerlandés el 23 de abril de 1893. En 1897, Sparta se retiró de la competición debido a su disconformidad con el arbitraje de un partido. Sin embargo, el club siguió existiendo, y en 1899, el consejo de Sparta visitó un partido de Sunderland AFC y quedó impresionado con la camiseta roja y blanca del club de Inglés, el consejo decidió que los colores de Sunderland (rojo-blanco jersey de rayas, pantalón negro) sería en adelante los colores del Sparta.
En 1905, Sparta impulsó y organizó el debut en casa de la selección neerlandesa, fue contra Bélgica. El partido, ganado 4-0 por los Países Bajos, fue una revancha del partido, dos semanas antes, cuando los Países Bajos también derrotaron a Bélgica por 4-1 en Amberes.
El primer partido en el estadio nuevo del Sparta, Het Kasteel (El Castillo), en Spangen (zona del oeste de Róterdam), se jugó el 14 de octubre de 1916. El estadio fue renovado en 1999 y sigue siendo el estadio de Sparta.
Hasta la temporada 2001/2002 Sparta Rotterdam siempre había jugado al más alto nivel, pero fue esa temporada cuando sufrió su primer descenso a la Eerste divisie (segunda división holandesa). Sparta volvió a la Eredivisie en la temporada 2005-06. En la temporada 2009/10 descendió de nuevo, tras empatar de local con un clásico rival, el Excelsior. No fue hasta la temporada 2015/2016 cuando logró su anhelado regreso a la máxima categoría del fútbol neerlandés.
Sparta ha ganado seis títulos nacionales (1909, 1911, 1912, 1913, 1915 y 1959) y tres copas nacionales (1958, 1962 y 1966).

### Primera edad de oro
En sus primeros quince años en la liga, el club ocupó seis veces el segundo o tercer lugar. A partir del 1909 llegó el cambio. Tanto ese año, como en 1911, 1912, 1913 y 1915 Sparta ganó el campeonato nacional. En 1916 el club fue campeón de la división. Sparta también ganó la Copa NBLO en 1909, 1910 y 1911. Esta competición fue la lucha entre los números 1 y 2 de ambas divisiones de la KNVB, pero después de 3 años, la competición fue detenida debido a que el NBLO no quería poner a disposición una nueva copa después del comienzo de la serie. En 1910 y 1913 ganó el Balón de Plata. Sparta, durante este periodo, utilizó por primera vez un entrenador, el inglés Edgar Chadwick que, sin duda, han contribuido al éxito.
El 15 de octubre de 1916 Sparta se trasladó por última vez, esta vez para el pólder Spangen en Rotterdam West. La medida fue financiado en gran parte privada de un grupo de 27 residentes de Róterdam. El estadio Sparta fue, por ejemplo Inglés, el centro de la zona residencial construida más tarde y fue debido a su fachada con dos torres pronto se hizo conocido como Het Kasteel (el castillo).

### Segunda edad de oro
Aunque Sparta en el período posterior campeón de la división de la Primera Guerra Mundial en 1925 y 1929, varias veces solo un punto del título alcanzó el segundo lugar en 1924, 1926, 1928, 1931 y 1940 y ganó el Balón de Plata con regularidad (en 1923, 1925, 1929, 1934, 1935 y 1951) el segundo apogeo de bienes se produjo solo en 1952.
En 1953 y 1956, Sparta fue campeón de la división; fue segundo en 1952, 1954 y 1955. En 1956 se clasificó a través del campeonato, dirigido por el técnico Inglés Denis Neville, a la recién creada liga. El directorio de Sparta Jos Coler fue en junio de 1954 en la "sala de conferencias" cuatro presidentes que condujeron a la introducción del fútbol profesional en los Países Bajos. Sparta ganó en 1958 por primera vez la Copa KNVB y un año después Sparta, por primera vez desde 1915, los campeones. Denis Neville está en Sparta considera un entrenador legendario. Permanecer allí donde se encuentran los partidarios Sparta más ruidosos fueron nombrados después de él el 1 de abril de 2001.
Como resultado del campeonato jugado Esparta en la copa de Europa 1. Elija un club neerlandés llegó a este torneo por lo que Esparta. Después de ganar la primera ronda contra el IFK Gotemburgo realizó el sorteo Esparta en los cuartos de campeón escocés Rangers FC en Glasgow. El partido en casa se perdió 2-3, pero en el estadio Ibrox ganó Sparta vista por 83 000 espectadores sorprendentes 0-1. Los escoceses fueron bajo la lluvia, bajo la mirada de más de un millar de aficionados holandeses, el juego decisivo en Londres Highbury 3-2 a sí mismo.
El club había crecido por los éxitos en los años cincuenta bastante quitó la chaqueta. En 1961, Esparta, por tanto, tomó el complejo de la juventud Nueva Vreelust de usar. En 1962 se inició la construcción de la Schie Tribune, que fue inaugurado en 1963. La capacidad del estadio de este modo llegó a 31 000 lugares.
En 1963 se decidió establecer la exploración. Bajo la dirección de Hans Sonneveld dibujó un equipo de exploradores a lo largo de los campos en busca de jóvenes talentos. En los años que siguieron, este trabajo Esparta produjo docenas de buenos jugadores.

### La gaviota
Se dio en un partido entre Sparta-Feyenoord el 15 de noviembre de 1970, comenzando por el saque de meta del Feyenoord el portero Eddy Treijtel golpeó a una gaviota, que cayó muerta en el campo. Hans Eijkenbroek, el capitán del Sparta tomó el animal muerto del ala y lo arrojó a un lado de la tribuna, donde un empleado de Sparta lo recogió. Hace algunos años, la familia del empleado donó la gaviota original en el museo de Sparta. También en el Feyenoord se dice que tiene la gaviota, pero esta afirmación se contradice con todas las fuentes de información disponibles pertinentes.

### La caída
En los años sesenta, Sparta ganó dos veces la Copa KNVB (1962, 1966). En las temporadas 1966/1967 a 1970/1971 Sparta siempre perteneció a la segunda división y en los primeros años 1970, Sparta fue un duro rival para Ajax, Feyenoord y el FC Twente, pero luego se lo quitó con éxito. Sparta se desarrolló durante los años 1973 / 1974-1980 / 1981, Algunos jugadores desde finales de los años 1970 eran Arie van Staveren, Ton Marijt, Louis van Gaal, Luuk Balkestein y Adri van Tiggelen. En la temporada 1979/1980 debutó Danny Blind, Ronald Lengkeek, Ruud Geels y Gerard van der Lem Esparta. A principios de los años 80 también jugaron David Loggie y Ron van den Berg en Sparta.
En 1996, bajo la dirección del entrenador Henk ten Cate, Sparta terminó el año sexto y estaba perdiendo la taza finalista. Esto no fue suficiente para los efectos del empobrecimiento del barrio Spangen parada y la falta de certeza sobre el futuro. El club cayó en los años siguientes, hasta la zona de descenso.

## Actualidad
Tras la llegada de Alex Pastoor como entrenador, Sparta comenzó la temporada sin muchas expectativas. logrando el ascenso a primera división para la Eredisve League a pesar de que equipos como el Go Ahead Eagles y NAC Breda eran grandes candidatos a conseguir el ascenso el Sparta Rotterdam aprovechó su localía imponiéndose en partidos importantes.

## Palmarés

### Torneos nacionales (9)
| Competición nacional           | Títulos                             | Subcampeonatos    |
| ------------------------------ | ----------------------------------- | ----------------- |
| Eredivisie (6/1)               | 1909, 1911, 1912, 1913, 1915, 1959. | 1994-95.          |
| Copa de los Países Bajos (3/1) | 1958, 1962, 1966.                   | 1971, 1996.       |
|                                |                                     |                   |
| Eerste Divisie (1/3)           | 2016.                               | 2005, 2012, 2019. |

## Participación en competiciones de la UEFA
| Temporada | Torneo                 | Ronda          | Club                     | Resultado           |
| --------- | ---------------------- | -------------- | ------------------------ | ------------------- |
| 1959–60   | European Cup           | 1              | IFK Göteborg             | 3–1, 1–3, 3–1       |
| 1959–60   | European Cup           | 1/4            | Rangers                  | 2–3, 1–0, 2–3       |
| 1962–63   | UEFA Cup Winners' Cup  | Clasificatoria | Lausanne-Sport           | 0–3, 4–2            |
| 1966–67   | UEFA Cup Winners' Cup  | 1              | Floriana                 | 1–1, 6–0            |
| 1966–67   | UEFA Cup Winners' Cup  | 2              | Servette                 | 0–2, 1–0            |
| 1970–71   | Inter-Cities Fairs Cup | 1              | ÍA Akranes               | 6–0, 9–0            |
| 1970–71   | Inter-Cities Fairs Cup | 2              | Coleraine                | 2–0, 2–1            |
| 1970–71   | Inter-Cities Fairs Cup | 3              | Bayern de Múnich         | 1–2, 1–3            |
| 1971–72   | UEFA Cup Winners' Cup  | 1              | Levski-Spartak           | 1–1, 2–0            |
| 1971–72   | UEFA Cup Winners' Cup  | 2              | Red Star Belgrade        | 1–1, 1–2            |
| 1983–84   | UEFA Cup               | 1              | Coleraine                | 4–0, 1–1            |
| 1983–84   | UEFA Cup               | 2              | Carl Zeiss Jena          | 3–2, 1–1            |
| 1983–84   | UEFA Cup               | 3              | Spartak Moscow           | 1–1, 0–2            |
| 1985–86   | UEFA Cup               | 1              | Hamburger SV             | 2–0, 0–2 (4–3 n.p.) |
| 1985–86   | UEFA Cup               | 2              | Borussia Mönchengladbach | 1–1, 1–5            |